# Geranium subglabrum
Geranium subglabrum är en näveväxtart som beskrevs av Olive Mary Hilliard och Brian Laurence Burtt. Geranium subglabrum ingår i släktet nävor, och familjen näveväxter. Inga underarter finns listade i Catalogue of Life.